# Pallavolo ai XXIII Giochi centramericani e caraibici - Torneo maschile
Il torneo maschile di pallavolo ai XXIII Giochi centramericani e caraibici si è svolta dal 28 luglio al 2 agosto 2018 a Barranquilla, in Colombia, durante i XXIII Giochi centramericani e caraibici: al torneo hanno partecipato otto squadre nazionali centramericane e caraibiche e la vittoria finale è andata per la quinta volta a Porto Rico.

## Impianti
|                                                                           |  |  |
|                                                                           |  |  |
| Coliseo Humberto Perea Città: Barranquilla Capienza: - Anno d'apertura: - |  |  |

## Regolamento
Le squadre hanno disputato una prima fase a gironi con formula del girone all'italiana: al termine della prima fase:
- Le prime tre classificate di ogni girone hanno acceduto alla fase finale per il primo posto, strutturata in quarti di finale (a cui non ha partecipato la prima classificata di ogni girone, già qualificata alle semifinali), semifinali, finale per il terzo posto e finale.
- L'ultima classificata di ogni girone e le due sconfitte ai quarti di finale della fase finale per il primo posto hanno acceduto alla fase finale per il quinto posto, strutturata in semifinali, finale per il settimo posto e finale per il quinto posto.

### Criteri di classifica
Se il risultato finale è stato di 3-0 sono stati assegnati 5 punti alla squadra vincente e 0 a quella sconfitta, se il risultato finale è stato di 3-1 sono stati assegnati 4 punti alla squadra vincente e 1 a quella sconfitta, se il risultato finale è stato di 3-2 sono stati assegnati 3 punti alla squadra vincente e 2 a quella sconfitta.
L'ordine del posizionamento in classifica è stato definito in base a:
- Numero di partite vinte;
- Punti;
- Ratio dei punti realizzati/subiti;
- Ratio dei set vinti/persi;
- Risultati dell'ultimo scontro diretto (fra due formazioni).
- Classifica avulsa (fra più di due formazioni).

## Squadre partecipanti
| Squadra           | Qualificazione         | Ultima partecipazione |
| ----------------- | ---------------------- | --------------------- |
| Colombia          | Paese organizzatore    | Veracruz 2014         |
| Cuba              | 3ª nel ranking NORCECA | Veracruz 2014         |
| Guatemala         | 7ª nel ranking NORCECA | ?                     |
| Messico           | 5ª nel ranking NORCECA | Veracruz 2014         |
| Porto Rico        | 4ª nel ranking NORCECA | Veracruz 2014         |
| Rep. Dominicana   | 6ª nel ranking NORCECA | Veracruz 2014         |
| Trinidad e Tobago | 8ª nel ranking NORCECA | Veracruz 2014         |
| Venezuela         | Sud America            | Veracruz 2014         |

## Torneo

### Fase a gironi
| Girone A        | Girone B          |
| --------------- | ----------------- |
| Cuba            | Colombia          |
| Messico         | Guatemala         |
| Rep. Dominicana | Porto Rico        |
| Venezuela       | Trinidad e Tobago |

#### Girone A

##### Risultati
| 28 luglio 2018 Coliseo Humberto Perea, Barranquilla Durata: 1h:21 - Spettatori: 1 500 | Cuba            | 3 - 0 | Venezuela       | 25-21, 27-25, 25-21               |
| 28 luglio 2018 Coliseo Humberto Perea, Barranquilla Durata: 1h:28 - Spettatori: 1 500 | Rep. Dominicana | 0 - 3 | Messico         | 24-26, 20-25, 13-25               |
| 29 luglio 2018 Coliseo Humberto Perea, Barranquilla Durata: 2h:10 - Spettatori: 1 000 | Venezuela       | 3 - 2 | Rep. Dominicana | 18-25, 25-17, 25-23, 24-26, 15-11 |
| 29 luglio 2018 Coliseo Humberto Perea, Barranquilla Durata: 1h:17 - Spettatori: 2 000 | Cuba            | 3 - 0 | Messico         | 25-23, 25-18, 25-18               |
| 30 luglio 2018 Coliseo Humberto Perea, Barranquilla Durata: 1h:50 - Spettatori: 2 500 | Messico         | 3 - 1 | Venezuela       | 25-19, 18-25, 25-22, 25-18        |
| 30 luglio 2018 Coliseo Humberto Perea, Barranquilla Durata: 1h:07 - Spettatori: 2 500 | Rep. Dominicana | 0 - 3 | Cuba            | 22-25, 12-25, 14-25               |

##### Classifica
| Pos | Squadra         | Pt | G | V | P | SV | SP | Ratio | PF  | PS  | Ratio |
| --- | --------------- | -- | - | - | - | -- | -- | ----- | --- | --- | ----- |
| 1.  | Cuba            | 15 | 3 | 3 | 0 | 9  | 0  | MAX   | 227 | 174 | 1.305 |
| 2.  | Messico         | 9  | 3 | 2 | 1 | 6  | 4  | 1.500 | 228 | 216 | 1.056 |
| 3.  | Venezuela       | 4  | 3 | 1 | 2 | 4  | 8  | 0.500 | 258 | 272 | 0.949 |
| 4.  | Rep. Dominicana | 2  | 3 | 0 | 3 | 2  | 9  | 0.222 | 207 | 258 | 0.802 |

#### Girone B

##### Risultati
| 28 luglio 2018 Coliseo Humberto Perea, Barranquilla Durata: 1h:13 - Spettatori: 800   | Porto Rico        | 3 - 0 | Guatemala         | 25-14, 25-16, 25-17              |
| 28 luglio 2018 Coliseo Humberto Perea, Barranquilla Durata: 1h:59 - Spettatori: 2 000 | Colombia          | 3 - 2 | Trinidad e Tobago | 19-25, 25-19, 22-25, 25-19, 15-8 |
| 29 luglio 2018 Coliseo Humberto Perea, Barranquilla Durata: 1h:12 - Spettatori: 1 500 | Trinidad e Tobago | 0 - 3 | Porto Rico        | 11-25, 18-25, 19-25              |
| 29 luglio 2018 Coliseo Humberto Perea, Barranquilla Durata: 1h:26 - Spettatori: 2 000 | Colombia          | 3 - 0 | Guatemala         | 25-17, 25-21, 26-24              |
| 30 luglio 2018 Coliseo Humberto Perea, Barranquilla Durata: 1h:50 - Spettatori: 500   | Guatemala         | 3 - 1 | Trinidad e Tobago | 25-22, 25-17, 22-25, 25-22       |
| 30 luglio 2018 Coliseo Humberto Perea, Barranquilla Durata: 1h:26 - Spettatori: 3 000 | Colombia          | 0 - 3 | Porto Rico        | 17-25, 24-26, 20-25              |

##### Classifica
| Pos | Squadra           | Pt | G | V | P | SV | SP | Ratio | PF  | PS  | Ratio |
| --- | ----------------- | -- | - | - | - | -- | -- | ----- | --- | --- | ----- |
| 1.  | Porto Rico        | 15 | 3 | 3 | 0 | 9  | 0  | MAX   | 226 | 156 | 1.449 |
| 2.  | Colombia          | 8  | 3 | 2 | 1 | 6  | 5  | 1.200 | 243 | 234 | 1.038 |
| 3.  | Guatemala         | 4  | 3 | 1 | 2 | 3  | 7  | 0.429 | 206 | 237 | 0.869 |
| 4.  | Trinidad e Tobago | 3  | 3 | 0 | 3 | 3  | 9  | 0.333 | 230 | 278 | 0.827 |

### Fase finale

#### Finale 1º e 3º posto
|  | Quarti di finale | Quarti di finale | Quarti di finale |  |  | Semifinali | Semifinali | Semifinali |  |  | Finale          | Finale          | Finale          |
|  |                  |                  |                  |  |  |            |            |            |  |  |                 |                 |                 |
|  |                  |                  |                  |  |  | 2A         | Messico    | 1          |  |  |                 |                 |                 |
|  | 2A               | Messico          | 3                |  |  | 1B         | Porto Rico | 3          |  |  |                 |                 |                 |
|  | 3B               | Guatemala        | 0                |  |  |            |            |            |  |  | 1B              | Porto Rico      | 3               |
|  |                  |                  |                  |  |  |            |            |            |  |  | 2B              | Colombia        | 0               |
|  |                  |                  |                  |  |  | 2B         | Colombia   | 3          |  |  |                 |                 |                 |
|  | 2B               | Colombia         | 3                |  |  | 1A         | Cuba       | 2          |  |  | Finale 3° posto | Finale 3° posto | Finale 3° posto |
|  | 3A               | Venezuela        | 2                |  |  |            |            |            |  |  | 2A              | Messico         | 3               |
|  |                  |                  |                  |  |  |            |            |            |  |  | 1A              | Cuba            | 2               |

##### Quarti di finale
| 31 luglio 2018 Coliseo Humberto Perea, Barranquilla Durata: 1h:05 - Spettatori: 1 500 | Messico  | 3 - 0 | Guatemala | 25-12, 25-15, 25-11               |
| 31 luglio 2018 Coliseo Humberto Perea, Barranquilla Durata: 2h:42 - Spettatori: 2 000 | Colombia | 3 - 2 | Venezuela | 23-25, 25-22, 26-28, 26-24, 15-13 |

##### Semifinali
| 1º agosto 2018 Coliseo Humberto Perea, Barranquilla Durata: 2h:11 - Spettatori: 1 500 | Messico  | 1 - 3 | Porto Rico | 29-27, 23-25, 15-25, 22-25        |
| 1º agosto 2018 Coliseo Humberto Perea, Barranquilla Durata: 2h:33 - Spettatori: 2 000 | Colombia | 3 - 2 | Cuba       | 20-25, 25-11, 20-25, 30-28, 25-21 |

##### Finale 3º posto
| 2 agosto 2018 Coliseo Humberto Perea, Barranquilla Durata: 2h:20 - Spettatori: 2 800 | Messico | 3 - 2 | Cuba | 22-25, 20-25, 25-23, 25-22, 15-8 |

##### Finale
| 2 agosto 2018 Coliseo Humberto Perea, Barranquilla Durata: 1h:23 - Spettatori: 5 000 | Porto Rico | 3 - 0 | Colombia | 25-14, 25-21, 25-14 |

#### Finale 5º e 7º posto
|  | Semifinali        | Semifinali        | Semifinali      |                 |           | Finale 5º/6º posto | Finale 5º/6º posto | Finale 5º/6º posto |  |
|  |                   |                   |                 |                 |           |                    |                    |                    |  |
|  | Venezuela         | Venezuela         | 3               |                 |           |                    |                    |                    |  |
|  | Venezuela         | Venezuela         | 3               |                 |           |                    |                    |                    |  |
|  | Trinidad e Tobago | Trinidad e Tobago | 0               |                 |           |                    |                    |                    |  |
|  | Trinidad e Tobago | Trinidad e Tobago | 0               |                 | Venezuela | Venezuela          | 3                  |                    |  |
|  |                   |                   |                 |                 | Venezuela | Venezuela          | 3                  |                    |  |
|  |                   |                   | Rep. Dominicana | Rep. Dominicana | 0         |                    |                    |                    |  |
|  | Guatemala         | Guatemala         | Rep. Dominicana | Rep. Dominicana | 0         | 0                  |                    |                    |  |
|  | Guatemala         | Guatemala         |                 |                 |           | 0                  |                    |                    |  |
|  | Rep. Dominicana   | Rep. Dominicana   | 3               |                 |           | Finale 7º/8º posto | Finale 7º/8º posto | Finale 7º/8º posto |  |
|  | Rep. Dominicana   | Rep. Dominicana   | 3               |                 |           |                    |                    |                    |  |
|  |                   |                   |                 |                 |           |                    |                    |                    |  |
|  |                   |                   |                 |                 |           | Trinidad e Tobago  | Trinidad e Tobago  | 1                  |  |
|  |                   |                   |                 |                 |           | Trinidad e Tobago  | Trinidad e Tobago  | 1                  |  |
|  |                   |                   |                 |                 |           | Guatemala          | Guatemala          | 3                  |  |

##### Semifinali
| 1º agosto 2018 Coliseo Humberto Perea, Barranquilla Durata: 1h:08 - Spettatori: 500 | Venezuela | 3 - 0 | Trinidad e Tobago | 25-16, 25-16, 25-17 |
| 1º agosto 2018 Coliseo Humberto Perea, Barranquilla Durata: 1h:15 - Spettatori: 900 | Guatemala | 0 - 3 | Rep. Dominicana   | 19-25, 19-25, 20-25 |

##### Finale 7º posto
| 2 agosto 2018 Coliseo Humberto Perea, Barranquilla Durata: 1h:51 - Spettatori: 100 | Trinidad e Tobago | 1 - 3 | Guatemala | 22-25, 25-27, 25-23, 17-25 |

##### Finale 5º posto
| 2 agosto 2018 Coliseo Humberto Perea, Barranquilla Durata: 1h:03 - Spettatori: 200 | Venezuela | 3 - 0 | Rep. Dominicana | 25-17, 25-20, 25-11 |

## Podio

### Campione
Formazione: 1 Steven Morales, 2 Edgardo Goás, 3 Pablo Guzmán, 4 Dennis Del Valle, 6 Ángel Pérez, 8 Eddie Rivera, 10 Ezequiel Cruz, 11 Maurice Torres, 12 Kevin López, 13 Sequiel Sánchez, 15 Jonathan Rodríguez, 16 Ramón Burgos, 17 Jessie Colón, 24 Arnel Cabrera, CT: Oswald Antonetti

### Secondo posto
Formazione: 1 Ronald Jiménez, 2 Jose Humberto Garcia, 4 Julian Vinasco, 5 Renzo Mendoza, 6 Humberto Machacon, 7 Liberman Agámez, 8 Leandro Mejia, 10 Gustavo Larrahondo, 13 Juan Camilo Ambuila, 14 Kevin Carabali, 15 Victor Ruiz, 18 David Renteria, CT: Eliseo Ramos

### Terzo posto
Formazione: 1 Daniel Vargas, 3 Alexis Garay, 4 Gonzalo Ruiz, 5 Jesús Rangel, 6 Jesús Perales, 8 Gabriel Cruz, 10 Pedro Rangel, 11 Jorge Barajas, 12 José Martínez, 14 Jonathan Martínez, 15 Alán Martínez, 17 Néstor Orellana, 20 Julián Duarte, 24 Alejandro Moreno, CT: Jorge Azair

## Classifica finale
| Pos | Squadre           |
| --- | ----------------- |
|     | Porto Rico        |
|     | Colombia          |
|     | Messico           |
| 4   | Cuba              |
| 5   | Venezuela         |
| 6   | Rep. Dominicana   |
| 7   | Guatemala         |
| 8   | Trinidad e Tobago |

## Premi individuali
| Premio                | Nome                | Squadra           |
| --------------------- | ------------------- | ----------------- |
| MVP                   | Sequiel Sánchez     | Porto Rico        |
| Miglior realizzatore  | Liberman Agámez     | Colombia          |
| Miglior servizio      | Maurice Torres      | Porto Rico        |
| Miglior ricevitore    | Arnel Cabrera       | Porto Rico        |
| Miglior difesa        | Yonder García       | Cuba              |
| Miglior palleggiatore | Pedro Rangel        | Messico           |
| Miglior opposto       | Maurice Torres      | Porto Rico        |
| Miglior schiacciatore | Miguel Ángel López  | Cuba              |
| Miglior schiacciatore | Sequiel Sánchez     | Porto Rico        |
| Miglior centrale      | Marc-Anthony Honoré | Trinidad e Tobago |
| Miglior centrale      | Liván Osoria        | Cuba              |
| Miglior libero        | Yonder García       | Cuba              |